# Philippe Trétiack
Philippe Trétiack, né le 6 juillet 1953 à Paris, est un écrivain, essayiste, journaliste et architecte français.

## Biographie
Philippe Trétiack est architecte DPLG, licencié en urbanisme, et titulaire d’un DEA en histoire de l’art.
Il a travaillé comme reporter pour le magazine Elle Décoration, est chroniqueur régulier à Beaux Arts magazine et collaborateur de Madame Figaro, Bastille, la Revue des Deux Mondes, Archiscopie…
Il est l’auteur de nombreux essais.

## Œuvres
- Bienvenue à l’Armée rouge. Le Premier Guide pratique du collabo, avec Pierre Antilogus, Paris, Éditions JC Lattès, 1984, 174 p. (BNF 34755539)
- S.O.S. élections, avec Pierre Antilogus, Paris, Éditions JC Lattès, 1985, 222 p. (BNF 36623917)
- Europe, peut-on vraiment faire confiance à des étrangers ?, avec Pierre Antilogus, Marseille, France, Éditions Rivages, coll. « Rivages humour » 1989, 159 p.  (ISBN 2-86930-243-6)
- La Vie blindée. Seuls contre la mafia, Paris, Éditions du Seuil, coll. « L’Épreuve des faits  », 1992, 262 p.  (ISBN 2-02-013155-2)
- Bienvenue au président Jean-Marie, avec Pierre Antilogus, ill. de Cabu, Paris, Éditions Payot, 1996, 226 p.  (ISBN 2-228-88929-6)
- Majestueuse Turquie, photos d’Emmanuel Valentin, Paris, Éditions Atlas, coll. « Club Méditerranée », 1996, 135 p.  (ISBN 2-7312-1905-X)
- Cartier, Paris, Éditions Assouline, coll. « Mémoire des marques », 1996, 80 p.  (ISBN 2-908228-88-2)
- Orsay, Paris, Éditions Assouline, coll. « Mémoire de l’art », 1996, 79 p. & 1 CD  (ISBN 2-908228-66-1)
- Le Louvre, Paris, Éditions Assouline, coll. « Mémoire de l’art », 1996, 79 p. & 1 CD  (ISBN 2-908228-77-7)
- L’Amérique de Warhol, Paris, Éditions Assouline, coll. « Mémoire de l’art », 1997, 79 p.  (ISBN 2-84323-001-2)
- Traité de l’agitation ordinaire, Paris, Éditions Grasset et Fasquelle, 1998, 246 p.  (ISBN 2-246-53291-4)
- Loewy, Paris, Éditions Assouline, coll. « Mémoire du style », 1998, 79 p.  (ISBN 2-84323-080-2)
- Faut-il pendre les architectes, Paris, Éditions du Seuil, 2001, 195 p.  (ISBN 2-02-037212-6)
- La Vie quotidienne en France lepeniste. Tous les trucs pour échapper aux rafles, avec Pierre Antilogus, Paris, Éditions Ramsay, 2002, 187 p.  (ISBN 2-84114-561-1)
- Grave mode, avec Pierre Antilogus, Paris, Éditions Stock, 2003, 348 p.  (ISBN 2-234-05497-4)
- Oui, vous pouvez devenir chinois en 45 minutes chrono, avec Pierre Antilogus, Paris, Nil Éditions, coll. « 45 minutes chrono », 2007, 135 p.  (ISBN 978-2-84111-353-8)
- Limite vulgaire, avec Hélène Sirven, Paris, Éditions Stock, 2007, 243 p.  (ISBN 978-2-234-05892-7)
- Comment rester jeune après 100 ans ?, avec Pierre Antilogus, Paris, Nil Éditions, 2008, 155 p.  (ISBN 978-2-84111-381-1)
- Megalomania, Paris, Éditions Assouline, 2008, 142 p.  (ISBN 978-2-84323-895-6)
- Christian Biecher architecte, avec Christina morozzi, Bruxelles, Belgique, AAM Éditions, 2008, 176 p.
- L’architecture fait du lèche-vitrines. Façades des boutiques modernes, avec Véronique Ristelhueber, Paris, Éditions Norma, 2008, 223 p.  (ISBN 978-2-915542-13-4)
- Paris vu du ciel, avec Yann Arthus-Bertrand, Paris, Éditions du Chêne, 2009, 229 p.  (ISBN 978-2-84277-830-9)
- L’UFR de chimie Paris VII. Agence X-TU, Paris, Archibooks, coll. « L’Esprit du lieu. Architecture », 2010, 80 p.  (ISBN 978-2-35733-068-9)
- Cérémonie, Plan 01 architectes, dir. Luciana Ravanel, Bruxelles, Belgique, AAM Éditions, 2010, 155 p.  (ISBN 978-2-87143-234-0)
- Roche Bobois. 50 ans de design, Paris, Éditions du Chêne, 2010, 239 p.  (ISBN 978-2-81230-161-2)
- Le Théâtre, Saint-Nazaire. K-architectures, Karine Herman, Jérôme Sigwalt, Paris, Archibooks, 2013, 96 p.  (ISBN 978-2-35733-225-6)
- De notre envoyé spécial, Paris, Éditions de l’Olivier, 2015, 160 p.  (ISBN 978-2-87929-984-6)[2],[3]
- L'Architecture à toute vitesse, Paris, Éditions du Seuil, 2016. 300 p.
- Arnys et moi, Paris, Éditions Plein jour, 2019  (ISBN 978-2370670397)